# Poteet
Poteet es una ciudad ubicada en el condado de Atascosa en el estado estadounidense de Texas. En el Censo de 2010 tenía una población de 3260 habitantes y una densidad poblacional de 842,5 personas por km².

## Geografía
Poteet se encuentra ubicada en las coordenadas 29°2′16″N 98°34′27″O / 29.03778, -98.57417. Según la Oficina del Censo de los Estados Unidos, Poteet tiene una superficie total de 3.87 km², de la cual 3.87 km² corresponden a tierra firme y (0%) 0 km² es agua.

## Demografía
Según el censo de 2010, había 3260 personas residiendo en Poteet. La densidad de población era de 842,5 hab./km². De los 3260 habitantes, Poteet estaba compuesto por el 80.4% blancos, el 1.04% eran afroamericanos, el 1.13% eran amerindios, el 0.15% eran asiáticos, el 0.03% eran isleños del Pacífico, el 15% eran de otras razas y el 2.24% pertenecían a dos o más razas. Del total de la población el 86.96% eran hispanos o latinos de cualquier raza.

## Hijos ilustres
- George Strait, leyenda del country.